# Terelabrus rubrovittatus
Terelabrus rubrovittatus Randall & Fourmanoir, 1998 è un pesce di acqua salata appartenente alla famiglia Labridae. È l'unica specie del genere Terelabrus.

## Habitat e Distribuzione
Proviene dall'oceano Pacifico, soprattutto da Palau, Nuova Caledonia, Nuova Guinea e Indonesia. Vive nei dintorni delle barriere coralline, di solito a profondità abbastanza elevate, anche 100 m.

## Descrizione
Presenta un corpo leggermente compresso lateralmente, molto allungato e quasi cilindrico, con la testa dal profilo appuntito. I canini sono ricurvi, le pinne variano dal trasparente al giallo. Il colore di base è bianco, ma sono presenti due strisce rosse orizzontali, una sul dorso e una lungo i fianchi. Quest'ultima parte dalla bocca e termina alla fine della pinna caudale, che non è biforcuta. La pinna dorsale e la pinna anale sono basse e lunghe. Non supera i 12 cm.

## Biologia
Non si sa ancora molto delle abitudini di questo pesce, a parte la distribuzione.

## Conservazione
È classificato come "a rischio minimo" (LC) dalla lista rossa IUCN perché a parte la molto rara cattura per l'acquariofilia non è minacciato da particolari pericoli.